# AS Waterpolis Pescara
AS Waterpolis Pescara (em italiano: Associazione Sportiva Waterpolis Pescara) é um clube de polo aquático italiano da cidade de Pescara. É um dos clubes mais vitoriosos do polo aquático italiano.'

## História
AS Waterpolis Pescara foi fundado em 1930

## Títulos
- LEN Champions League
  - 1987-88
- LEN Super Cup
  - 1988, 1993
- Liga Italiana
  - 1986-87, 1996-97, 1997-98
- Coppa Italia
  - 1984-85, 1985-86, 1988-89, 1991-92, 1997-98